# (98) Ианта
(98) Ианта (лат. Ianthe) — астероид главного пояса, который был открыт 18 апреля 1868 года американским астрономом Кристианом Петерсом в обсерватории Литчфилд, США и назван в честь Ианты, одной из океанид в древнегреческой мифологии.

Орбита астероида Дике и его положение в Солнечной системе
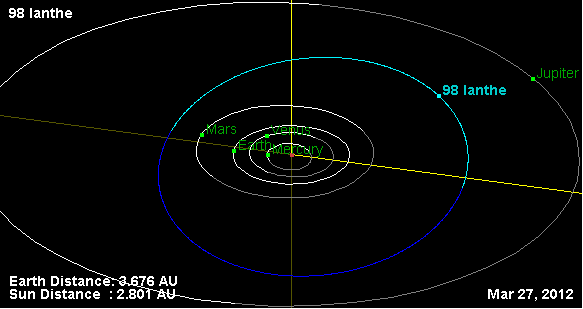
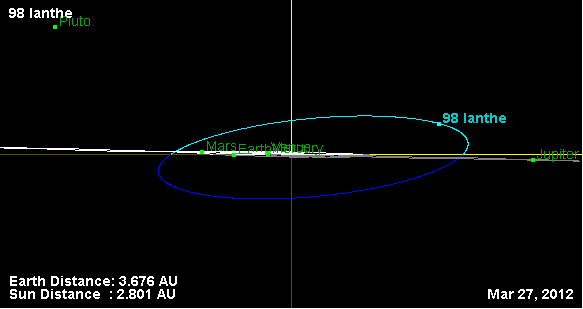

Ианта представляет собой довольно крупный астероид с тёмной углеродистой поверхностью, оборачивающийся под углом 15,6° по отношению к плоскости эклиптики Солнечной системы. Наблюдения за покрытием звезды астероидом позволили предположить наличие небольшого спутника диаметром 5,2 км, оборачивающегося на расстоянии около 2340 км от астероида. Предполагаемый спутник не имеет обозначения, поскольку его существование пока не подтвердилось другими наблюдениями.
По результатам наблюдений, проведённых в октябре-ноябре 2007 года, были проанализированы изменения кривой блеска астероида, что позволило уточнить значение периода вращения, равного 16,479 ± 0,001 часа.